# Erzulie
Erzulie, im Kreyòl Ezili geschrieben, ist ein weiblicher Loa (Geistwesen) im haitianischen Voodoo.

## Aspekte
Erzulie wird unter ihrem wohltätigen Aspekt Rada als Erzulie Freda und unter ihrem zerstörerischen Aspekt Petro als Erzulie Dantor verehrt. In beiden Aspekten ist sie Schutzgeist der erotischen oder romantischen Liebe, wobei sie nicht gegen Homosexualität diskriminiert.

### Erzulie Freda
Erzulie Freda gilt als Loa der romantischen Liebe und wird angerufen, um eine Liebesbeziehung aufzubauen oder zu erneuern. Sie soll darüber hinaus Gifte und böswillige Magie neutralisieren und ihren Gläubigen zu Wohlstand verhelfen zu können. Ihr ist die Farbe Rosa zugeordnet.

### Erzulie Dantor
Erzulie Dantor gilt als wilde Beschützerin von Frauen vor häuslicher Gewalt und zugleich als Schutzgeist von New Orleans, weshalb sie von dortigen Voodoo-Gläubigen besonders verehrt wird. Sie schützt allgemein ihre Gläubigen und soll diesen Fähigkeiten jenseits ihrer Vorstellungskraft verleihen. Ihr sind die Farben Marineblau und Goldgelb zugeordnet. Geopfert werden ihr unter anderem Silberjuwelen, schwarze Sauen, Kakaocreme und Dolche.
Sie soll im haitianischen Unabhängigkeitskrieg gekämpft haben, wo ihr von Mitkämpfern die Zunge abgeschnitten wurde, damit sie im Falle einer Gefangennahme keine Geheimnisse verraten konnte. Meist wird sie als Mulattin mit Stammesnarben auf einer Wange dargestellt, oft gemeinsam mit ihrer Tochter Anais, die für sie spricht und übersetzt. In der Person Dantor gilt sie als Cousine der Loa Marinette, des am meisten gefürchteten Geistes im Voodoo Haitis.

## Synkretismus mit dem Christentum
Im haitianischen Voodoo wird Erzulie mit Maria, der Mutter Jesu Christi, synkretisiert. Erzulies Veve enthält ein von einem Schwert durchbohrtes Herz, wie es auch in der christlichen Symbolik für Maria steht.
Im Wallfahrtsort Sodo in Haiti werden Erzulie und Maria gleichermaßen verehrt.